# Chilzeri, Ron
Chilzeri là một làng thuộc tehsil Ron, huyện Gadag, bang Karnataka, Ấn Độ.